# رضی‌آباد (ساردوئیه)
رضی‌آباد روستایی در دهستان دلفارد بخش ساردوئیه شهرستان جیرفت استان کرمان ایران است.

## جمعیت
بر پایه سرشماری عمومی نفوس و مسکن در سال ۱۳۹۵ جمعیت این مکان ۵۶ نفر (۲۴خانوار) بوده‌است.